# Аббі-вуд (станція)
51°29′28″ пн. ш. 0°07′17″ сх. д. / 51.491° пн. ш. 0.1214° сх. д.

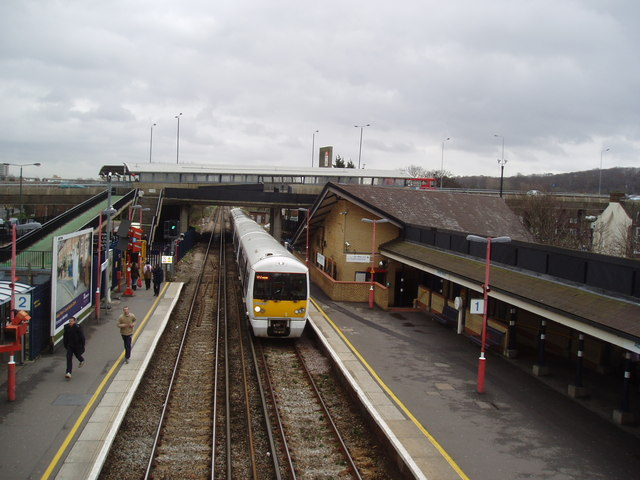
Платформа станції Аббі-вуд

Аббі-вуд (англ. Abbey Wood) — станція  National Rail в Аббі-вуд на південному сході Лондона, Англія, розташовано на межі лондонських боро Гринвіча та Бекслі. 
Розташована у 4-й тарифній зоні, за 18,6 км від Чарінг-кросс. Обслуговується експрес-потягами лінії North Kent Line і локомотивами лінії Greenwich line. 
З травня 2018 року станція також обслуговується потягами Thameslink. 
З травня 2022 обслуговується потягами Elizabeth line. 
В 2016 році пасажирообіг станції становив 2,989 млн. пасажирів
.

## Історія
Станцію відкрито 18 липня 1849 року у складі South Eastern Railway, перейшла під оруду South Eastern and Chatham Railway у 1899. 
У складі Southern Railway з 1923 року. 
Після націоналізації 1948 року у складі Southern Region of British Railways. 
Після відновлення приватизації в середині 1990-х років під орудою компанії Southeastern.

## Пересадки
Пересадки на автобуси маршрутів: 180, 229, 244, 469, B11, 602 та нічного маршруту N1.